# Quèdeix de Neftalí
Quèdeix de Neftalí (grec antic: Καδής) va ser un lloc de Palestina a l'actual regió fronterera entre Israel i el Líban, on actualment hi ha el quibuts Malquià.
El Llibre de Josuè l'esmenta com una fortalesa dels cananeus. Els israelites en temps de Moisès, dirigits per Josuè, la van conquerir i van matar el seu rei, i va ser atribuïda per sorteig a la tribu de Neftalí. Més tard va passar als levites i tenia la potestat de ser una ciutat de refugi junt amb Siquem i Quiriat-Arbà (Hebron). Al segle viii aC la va conquerir Teglatfalassar III, que va deportar als seus habitants a Assíria. Al segle v aC, sota els perses, era la capital del districte de l'Alta Galilea, depenent del governador de Tir. Entre el 145 aC i el 143 aC el macabeu Jonatan la va conquerir i va expulsar les forces del selèucida Demetri I Soter. La ciutat va quedar quasi despoblada.
Flavi Josep parla de Κύδισα ('kydisa') o Κέδασα ('kédasa') i diu que era un lloc fronterer entre Galilea i Tir. Sembla que era hostil a Galilea durant la Primera Guerra Judeo-romana. Parla també d'un lloc fortificat al que anomena Κυδοισσοί ('kydoissoí'), que segurament és la ciutat de Quèdeix.
Correspon, sembla, a la moderna Hulet Banias o Kedes. A la segona meitat del segle xx s'hi va establir un quibuts jueu.